# Norris Cotton
Norris Henry Cotton (Warren, 11 de maio de 1900 – Lebanon, 24 de fevereiro de 1989) foi um político americano do estado de Nova Hampshire. Membro do Partido Republicano, ele atuou como representante e posteriormente como senador dos Estados Unidos.